# Birin de Dorchester
Birin ou Birinus (mort vers 650) est le premier évêque de Dorchester, dans l'Oxfordshire, évangélisateur du Wessex. Considéré comme saint, le culte de ses reliques provoque une crise et une polémique au XIIIe siècle entre deux groupes de religieux qui « prétendent les détenir ». Aujourd'hui sa mémoire est localement célébrée le 3 décembre.

## Biographie

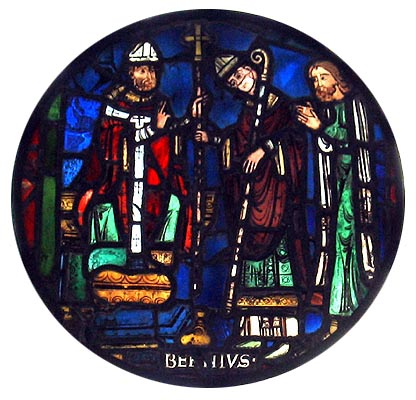
La consécration épiscopale de Birin par Astérius, vitrail de l'abbaye de Dorchester.

L'histoire de Birin nous est parvenue par le récit de Bède le Vénérable dans l'Histoire ecclésiastique du peuple anglais.
Birin est d'origine franque, il est ordonné par l'évêque de Gênes Astérius (it) vers 634 à la demande du pape Honorius Ier. Le pape souhaitait envoyer des évangélisateurs en Bretagne insulaire, à l'intérieur des terres où « nul docteur de la foi ne s'était rendu », dans le pays des Angles. C'est à cette fin qu'il a missionné Birin et demandé à Astérius de l'ordonner évêque,.
Il arrive au Wessex la même année et y rencontre les Saxons de l'Ouest. D'après le chroniqueur, « il n'y trouva que des païens endurcis », c'est pourquoi il décida de s'arrêter dans cette région, avant de partir plus loin, dans la zone que lui avait désignée le pape. Il persuade leur roi Cynegils de le laisser prêcher au Wessex, puis lui donne le baptême en 635, ainsi qu'à Oswald de Northumbrie. Birin établit son siège épiscopal à Dorchester.
À la mort de Cynegils, son successeur Cenwalh l'invite à établir une église à Winchester. Il aurait été également à l'origine de la fondation d'églises à Reading, Abingdon, dans le Berkshire et le Buckinghamshire.
Birin décède un 3 décembre, autour de l'an 650.

## Culte
À sa mort, vers 650, Birin est inhumé à Dorchester. Il est considéré comme saint et fêté le 3 décembre. Ses reliques sont transférées à Winchester en même temps que le siège épiscopal de Dorchester, alors qu'Edda (876-903) était évêque. Cette translation est commémorée le 4 septembre. La ville de Winchester deviendra plus tard le cœur religieux et administratif du Wessex.
En 980, la dépouille de l'évêque, est placée dans un coffre. En 1035, un reliquaire est offert par le roi Canut pour y exposer la dépouille. Au début du XIIIe siècle, les chanoines réguliers de saint Augustin de la ville de Dorchester affirmèrent, et argumentèrent avec « une grande force », que les ossements du saint étaient bien conservés dans leur église où son prétendu tombeau aurait été redécouvert (et non dans l'église de Winchester où il aurait été translaté). Pour cela, ils indiquèrent « comme preuve » un miracle accompli par Birin lui-même dans le monastère. Même l'intervention du pape Honorius IV ne parvint pas à régler le différend entre les deux lieux de culte. Ce différend n'a pris fin qu'avec la suppression du monastère décrétée par Henri VIII au XVIe siècle.